# Abtei Trizay

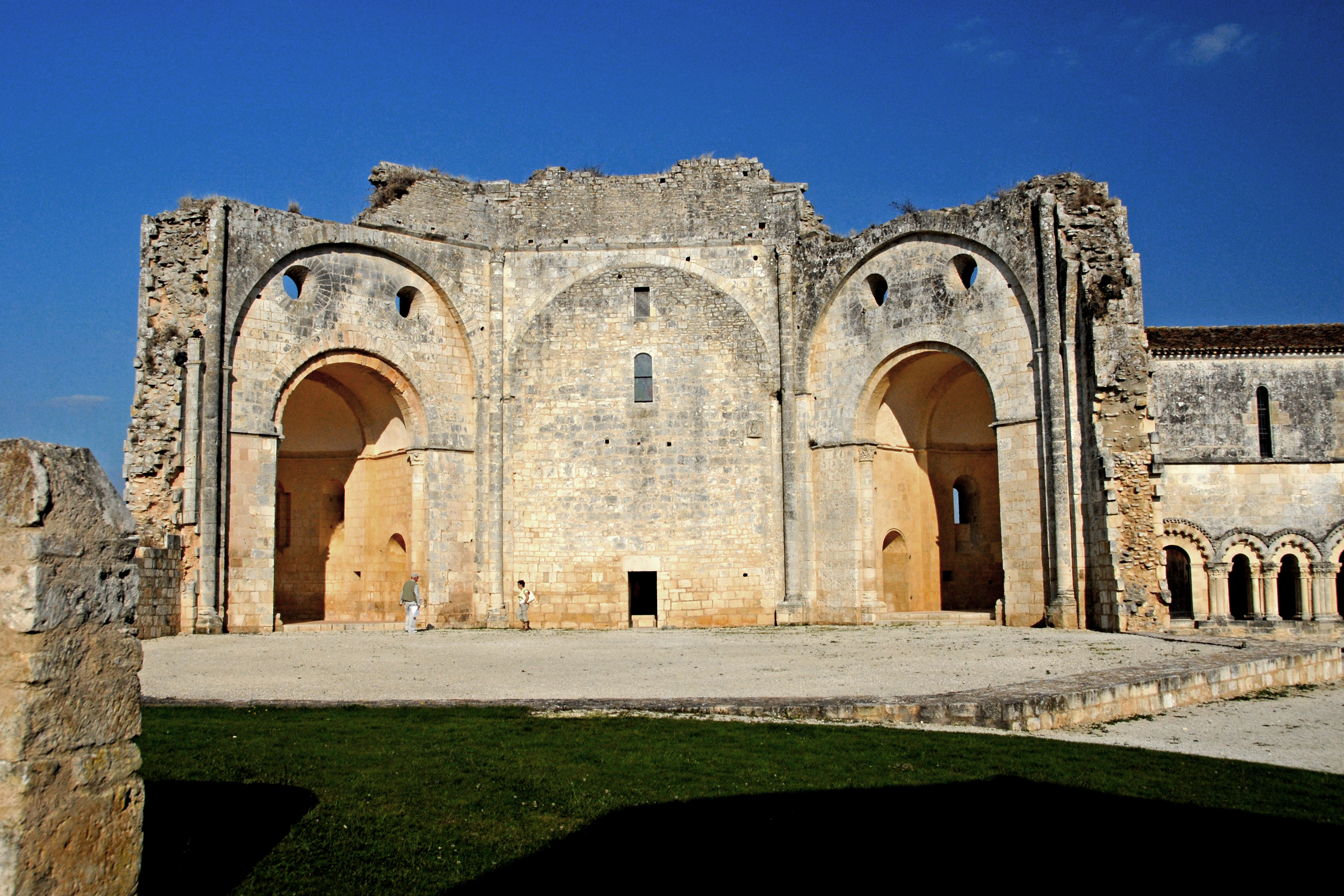
Abteikirche, Zentralbau, Oktogon

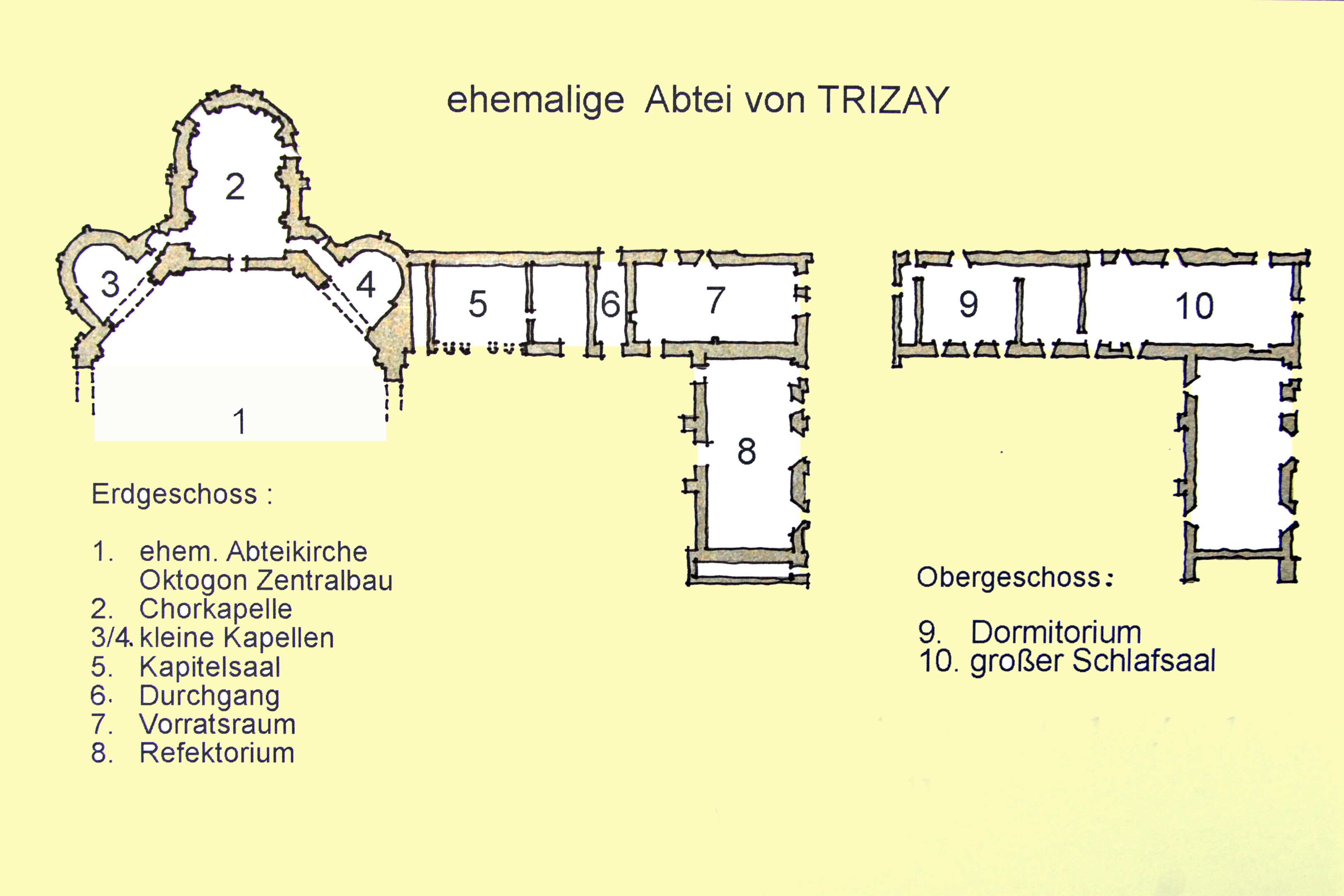
Abtei Trizay, Grundrisse EG + OG

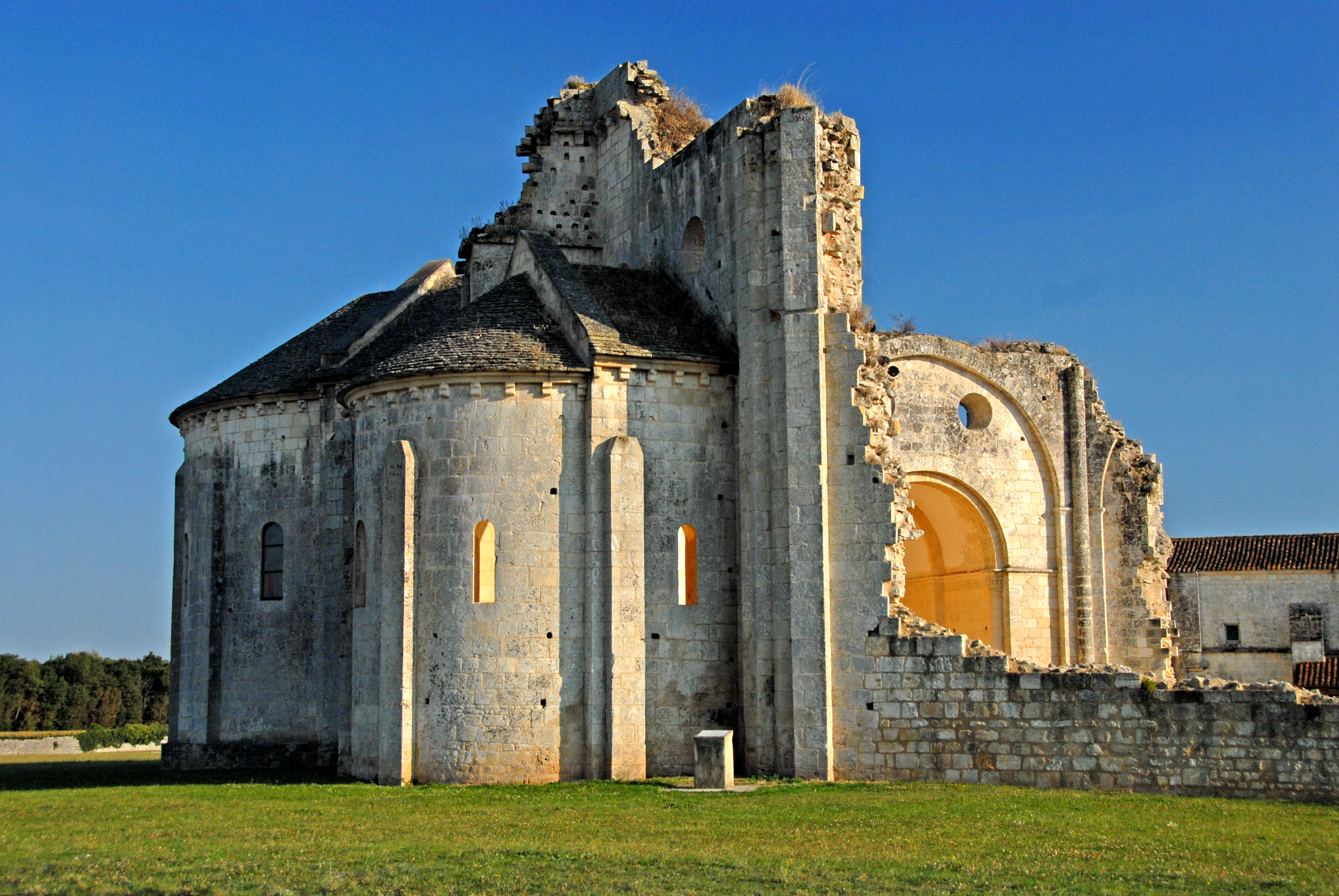
Abteikirche von außen

Das ursprüngliche Priorat, spätere Abtei von Trizay war eines der wichtigsten und architektonisch eigenwilligsten Klöster im Département Charente-Maritime (nicht zu verwechseln mit der Zisterzienserabtei Trizay im Département Vendée).

## Lage
Die Ruinen der Benediktinerabtei von Trizay befinden sich etwa zehn Kilometer südöstlich der Stadt Rochefort und etwa einen Kilometer außerhalb der Ortschaft Trizay, am Canal de Pont-l’Abbé in der Saintonge (Département Charente-Maritime, Frankreich).

## Geschichte

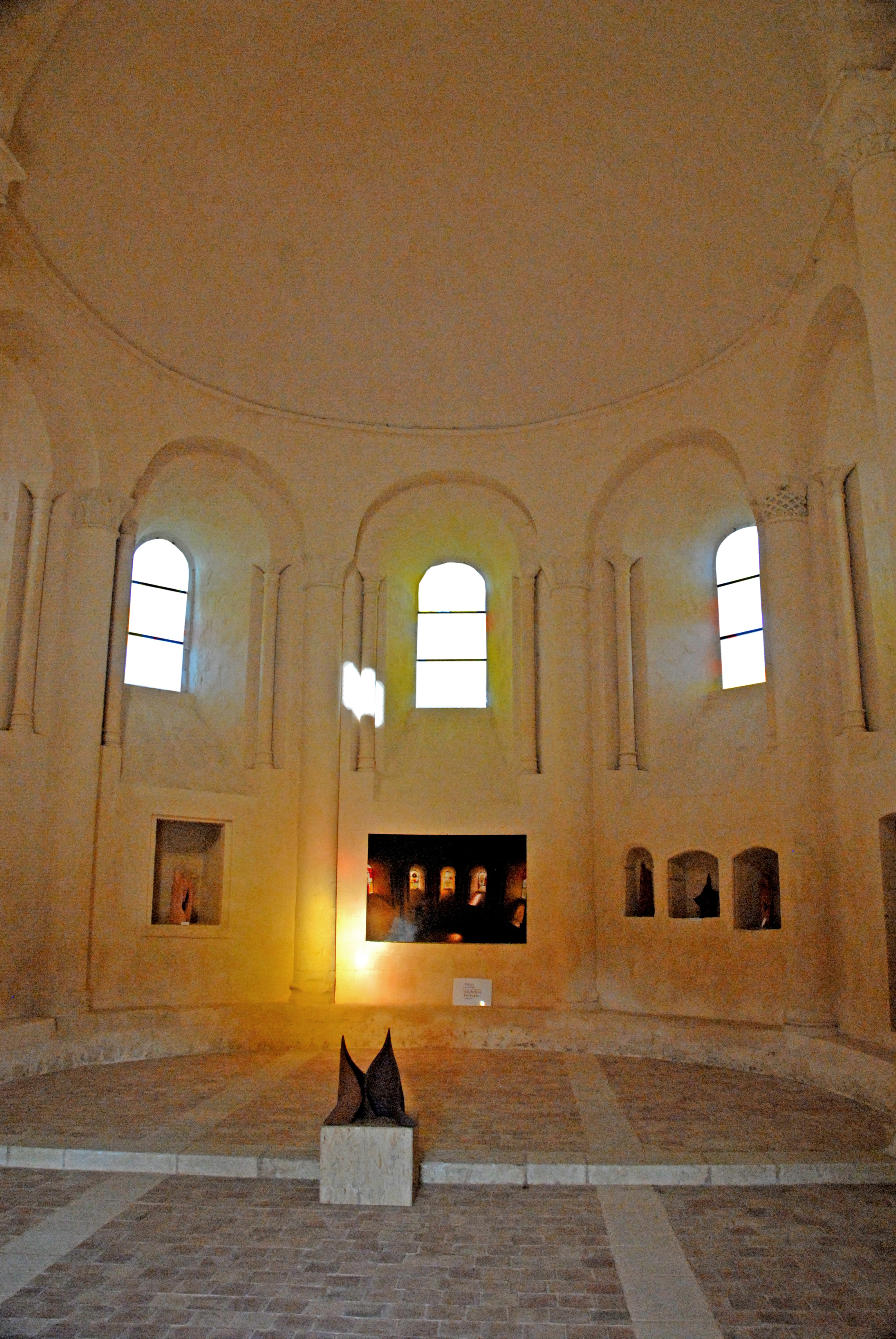
Chorkapelle, Glasmalereien wurden im Foto entfernt

Im 11. Jahrhundert wurde die Abtei in der Mitte des Waldes auf einem Vorgebirge, das das fruchtbare Tal des Arnoult überragt, erbaut. Die Legende berichtet, ein Grundherr (seigneur) von Tonnay–Charente habe die Bauten als Sühne für seine grausamen Missetaten errichten lassen.
Diese weit zurückliegende Vergangenheit ist nur wenig dokumentiert und daher kaum bekannt.
Das Priorat war zunächst in der Obhut der Benediktiner-Mönche, die wegen der Farbe ihrer Kutten „schwarze Mönche“ genannt wurden. Später wurden diese von Mönchen des Ordens von La Chaise-Dieu (lat. Casa–Dei) aus der Auvergne abgelöst, der in der Charente (z. B. Sainte-Gemme oder Meursac), aber auch anderswo in Frankreich und in Europa Ordensniederlassungen hatte. Mit dem Prior waren es anfänglich 13 Mönche, zusammen mit den Laienbrüdern insgesamt etwa 50 Personen, deren Gemeinschaft vom über 300 Kilometer (Luftlinie) entfernten Kloster La Chaise-Dieu abhängig war. Die Ländereien der Abtei umfassten große urbare Felder, Wiesen, Wälder, Moore, Weinberge und Salinen.

## Baubeschreibung der Abteikirche
Von dem ehemals monumentalen achteckigen Zentralbau stehen nur noch drei Wandstücke mit vier Gebäudeecken. An die Wandstücke angebaut sind die größere Chorkapelle mit Apsis und Kalotte, und zwei kleinere Kapellen mit Absiden, die untereinander durch Schleusengänge verbunden sind. In den aufrechten Wandstücken des Oktogons sind beidseitig der Kapellenabsiden noch je ein Rundfenster erhalten, so genannte „Ochsenaugen“.

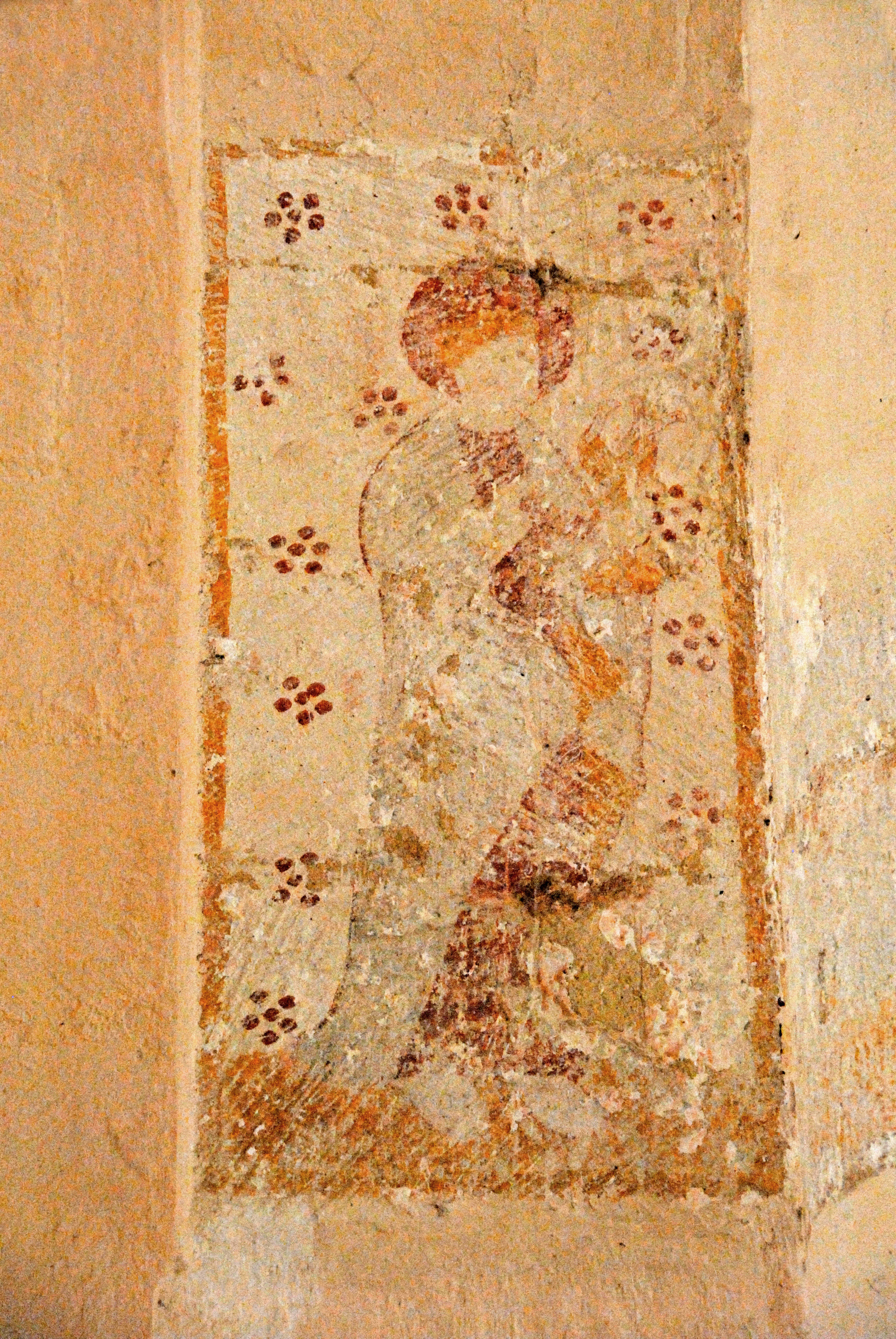
Fresko im Chor

Die äußeren Umrisse des Oktogons wurden im Zuge der Sanierungsarbeiten ergraben und in Form einer Podestplatte sichtbar gemacht. Das tatsächliche Aussehen des großartigen, in der Saintonge wohl einzigartigen Zentralbaus der Abteikirche und deren Einwölbung und Überdachung wird allerdings vermutlich unbekannt bleiben. Auf einigen Kapitellen in den Apsiden sind Löwen ohne Haar und Mähne mit stark verrenkten Körpern dargestellt. Ähnlich denen in Saint Eutrope von Saintes hatten diese Löwen die Funktion, den Zugang zum Kirchturm und die Mönche zu beschützen. Man findet auch Kapitelle mit einem Adler und zwei Vögeln mit Ziegenköpfen. Auf der Wand befinden sich Reste eines rot- und ockerfarbenen Freskos. Die Chorkapelle wird durch Rundbogenfenster erhellt, von kleinen Säulen eingerahmt, deren Kapitelle mit pflanzlichem Dekor versehen sind.
Galerie Kapitelle

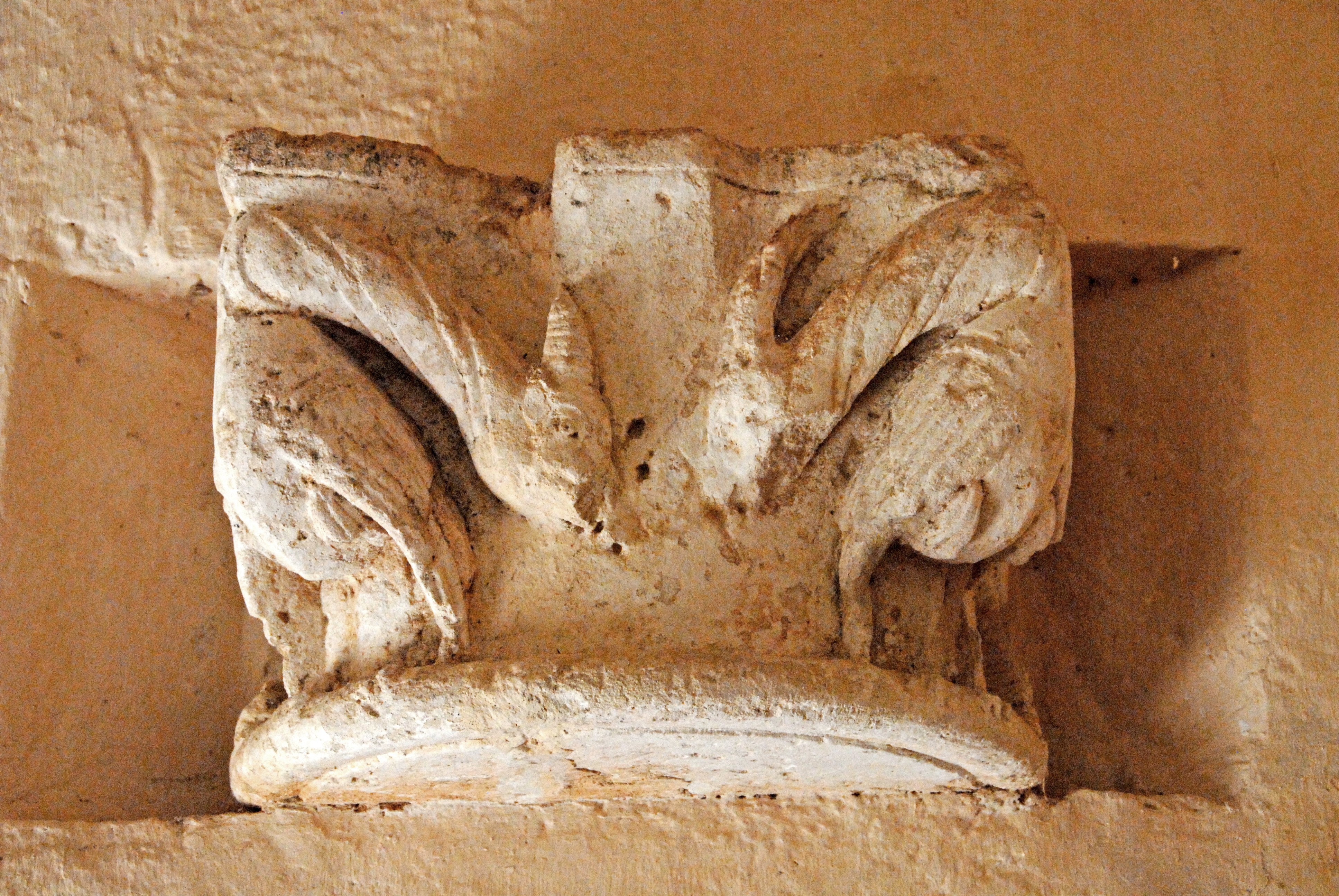
Vögel mit Ziegenköpfen
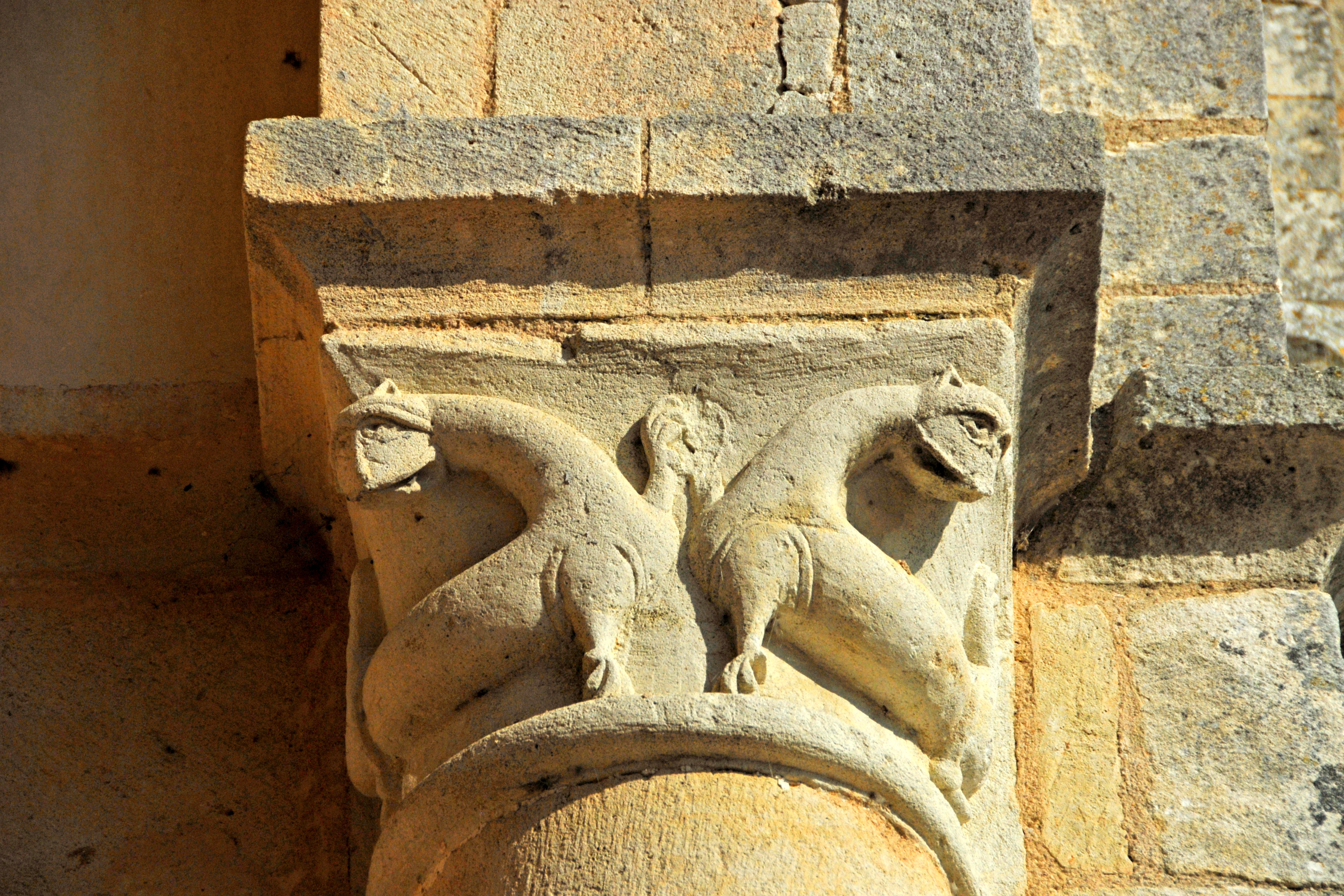
Fabeltiere
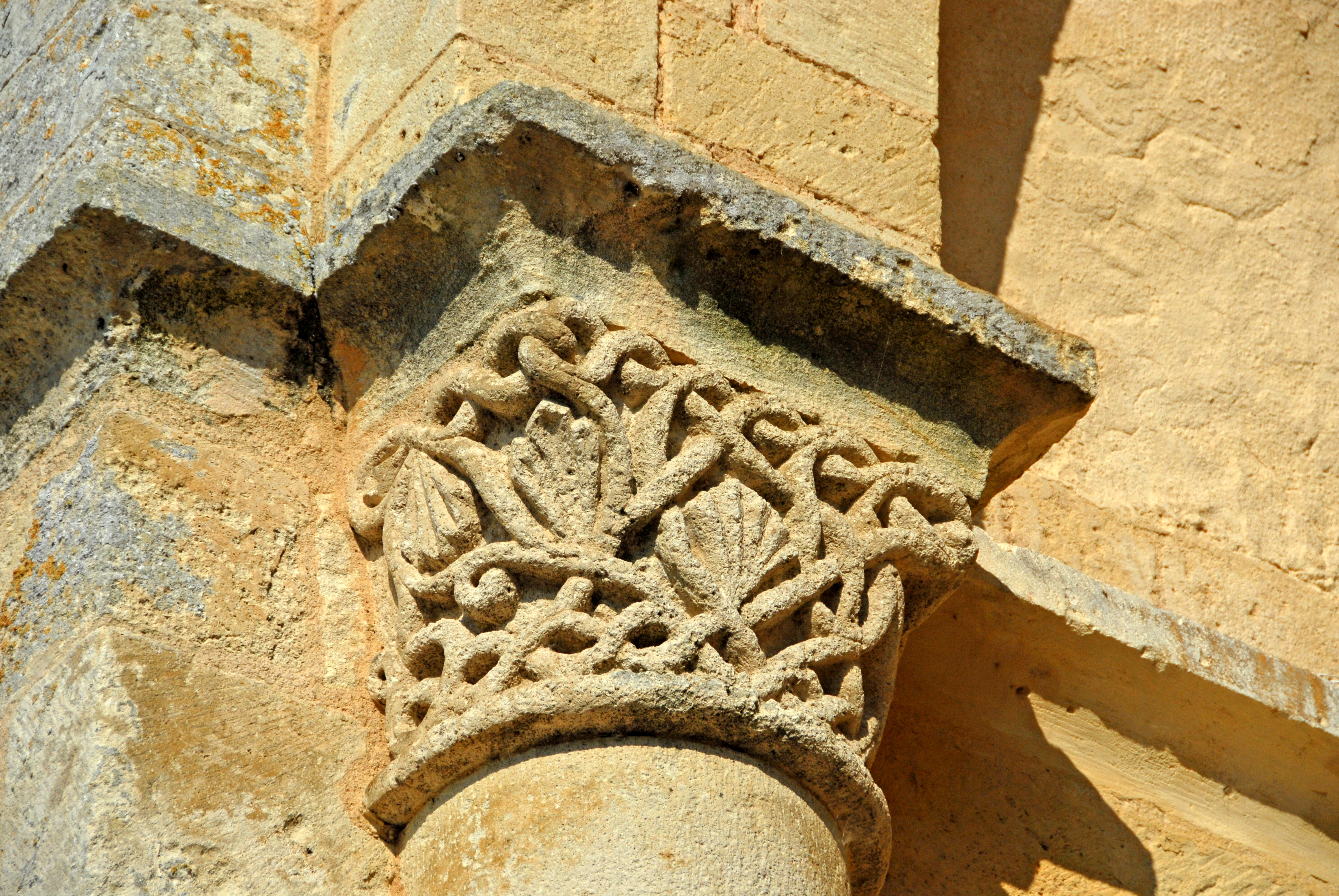
Pflanzliches Dekor

## Baugeschichte
Die Kirche, unter dem Patronat des hl. Evangelisten Johannes, datiert aus dem 12. Jahrhundert. Der Ursprungsbau war ein achteckiger Zentralbau mit Hauptapsis an der östlichen Facette und zwei Nebenapsiden an der südöstlichen und der nordwestlichen Facette. Das Kloster wurde in den Religionskriegen (1562–1598) zu einer Festung umgebaut, konnte sich aber trotz alledem nicht vor den erheblichen Plünderungen und Zerstörungen schützen (1585–1586). Dies kann den hohen Baufälligkeitszustand erklären, in dem man es später vorgefunden hat. Nach Zerstörung der Kirche in den Religionskriegen wurde in den Triumphbogen der Chorkapelle eine Wand eingezogen, um einen Kirchenraum zu haben. Bis 1840 wurden dort Gottesdienste abgehalten.
Während der französischen Revolution von 1789 wurden die Trümmer als Nationalgut an die Bevölkerung auf Abbruch verkauft und die noch stehenden Gebäudereste in einen landwirtschaftlichen Hof umgewandelt.
Der gesamte Komplex der Abtei von Trizay ist seit dem Jahre 1920 als Monument historique anerkannt. Die Gemeinde von Trizay erwarb die Gebäude und begann 1990 mit den Restaurierungsarbeiten. Die finanziellen Mittel für die 2004 beendete Sanierung beschaffte der Bürgermeister und Senator Michel Doublet.

## Kapitelsaal

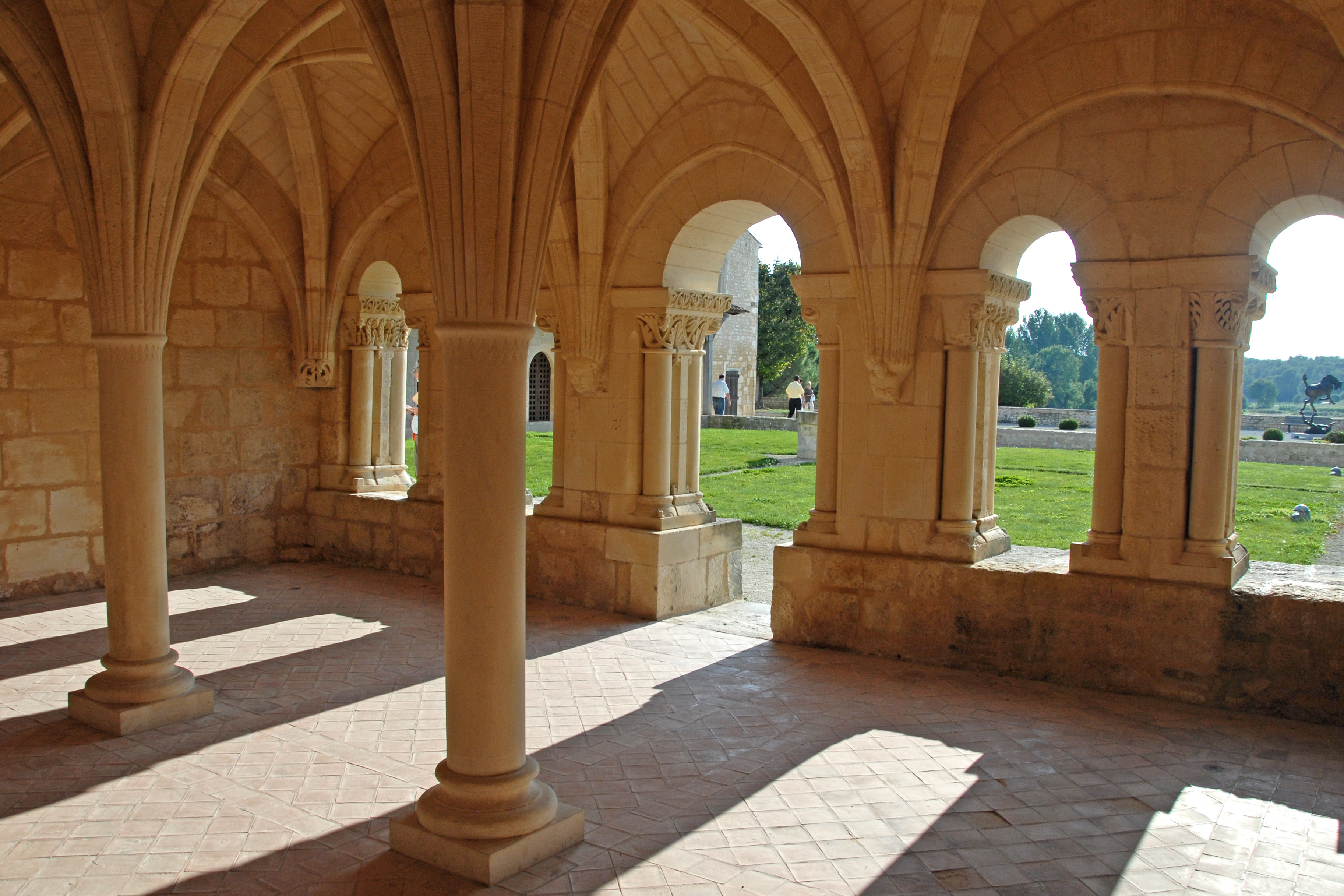
Kapitelsaal von innen

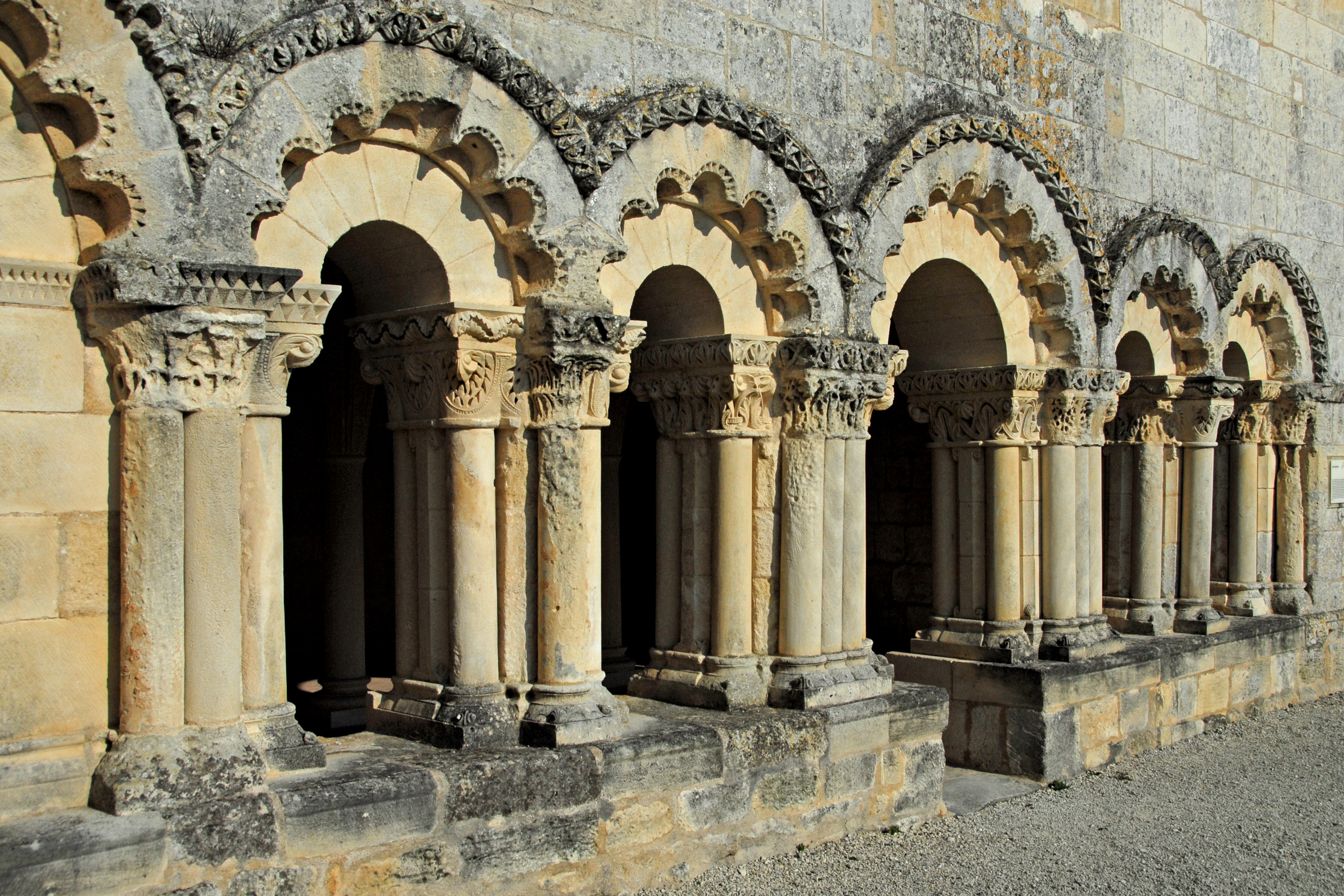
Fassade des Kapitelsaals

Die dem nicht mehr vorhandenen Kreuzgang zugewandte Fassade des Kapitelsaales stammt aus dem ausgehenden 12. oder beginnenden 13. Jahrhundert. Sie besteht aus vier offenen Fenstern und einer Türöffnung, die mit mehrfach abgestuften und gezackten Rundbögen überdeckt sind. Die Bögen ruhen auf schlanken, in Reihen angeordneten Säulen mit Kapitellen, die mit vegetabilischem Dekor gestaltet sind. Die Tür links führt zur so genannten „Mette“, einer Treppe, die in das Obergeschoss zu den Schlafräumen führt. Der Kapitelsaal wird von einem sechsteiligen, kaum feingliedrig, sondern eher massiv zu nennenden Kreuzrippengewölbe aus dem 13. Jahrhundert überspannt. Ausgeprägte und skulptierte Schlusssteine vermisst man hier. Die Rippenbündel stehen ohne skulptierte Kapitelle auf Rundsäulen, die mit schmalen Profilen abschließen. An den Wänden gibt es einfache Konsolen ohne Säulenunterbau, auf denen die Rippenenden stehen. An den rohen Steinwänden finden sich „Graffiti“ in Form eingemeißelter Tatzenkreuze der Templer, ein Santiago–Kreuz und verschiedene Rosetten. Die Mönche saßen entlang den Wänden auf Steinbänken und hörten von hier aus den Vortrag des Priors. Die exklusive Versammlung der Chor-Mönche nannte sich „Kapitel“; die Laienbrüder, die manuelle Tätigkeiten verrichteten, blieben außen im Kreuzgang und konnten von dort aus zuhören.
Galerie Kapitelsaal

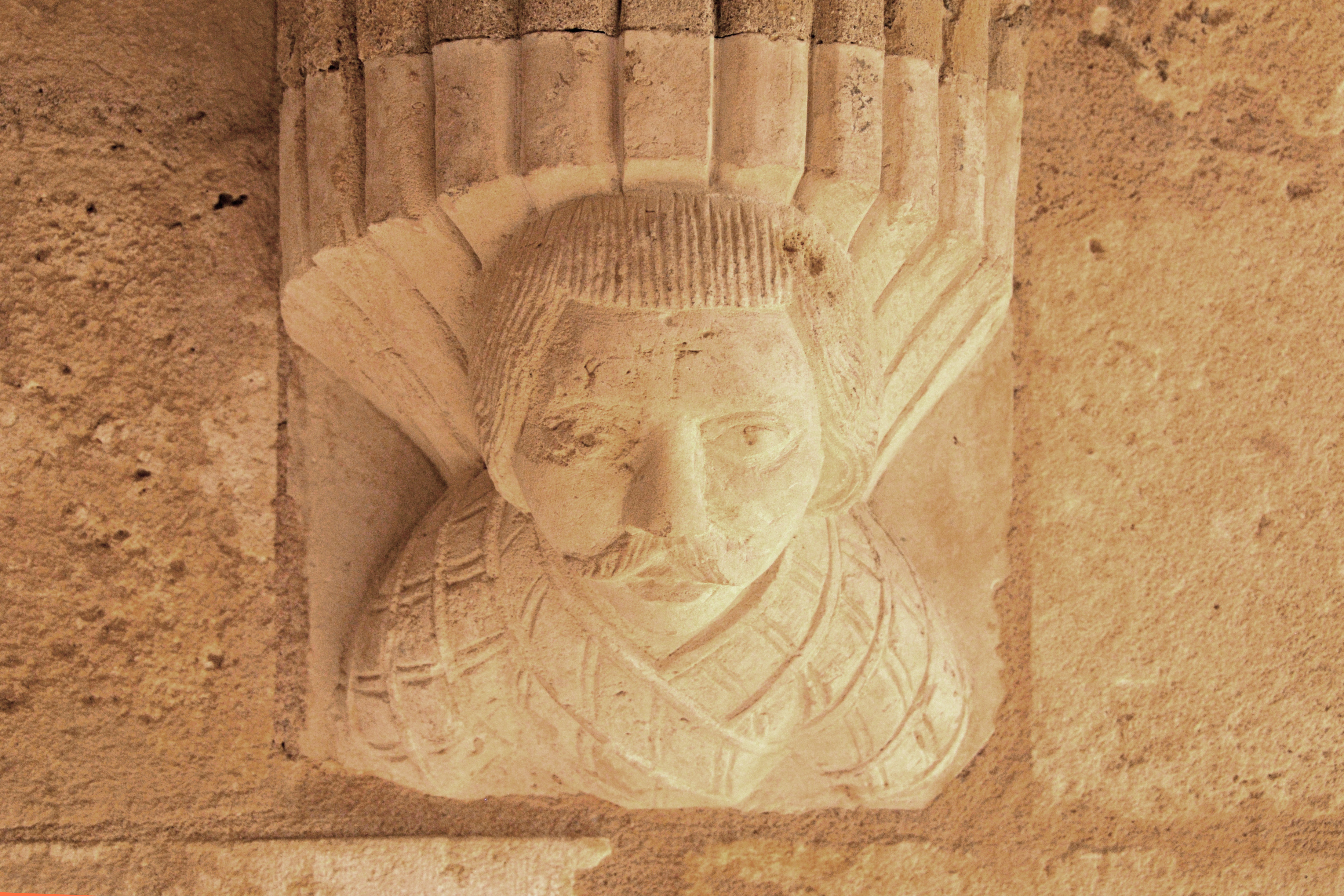
Konsole mit Kopf
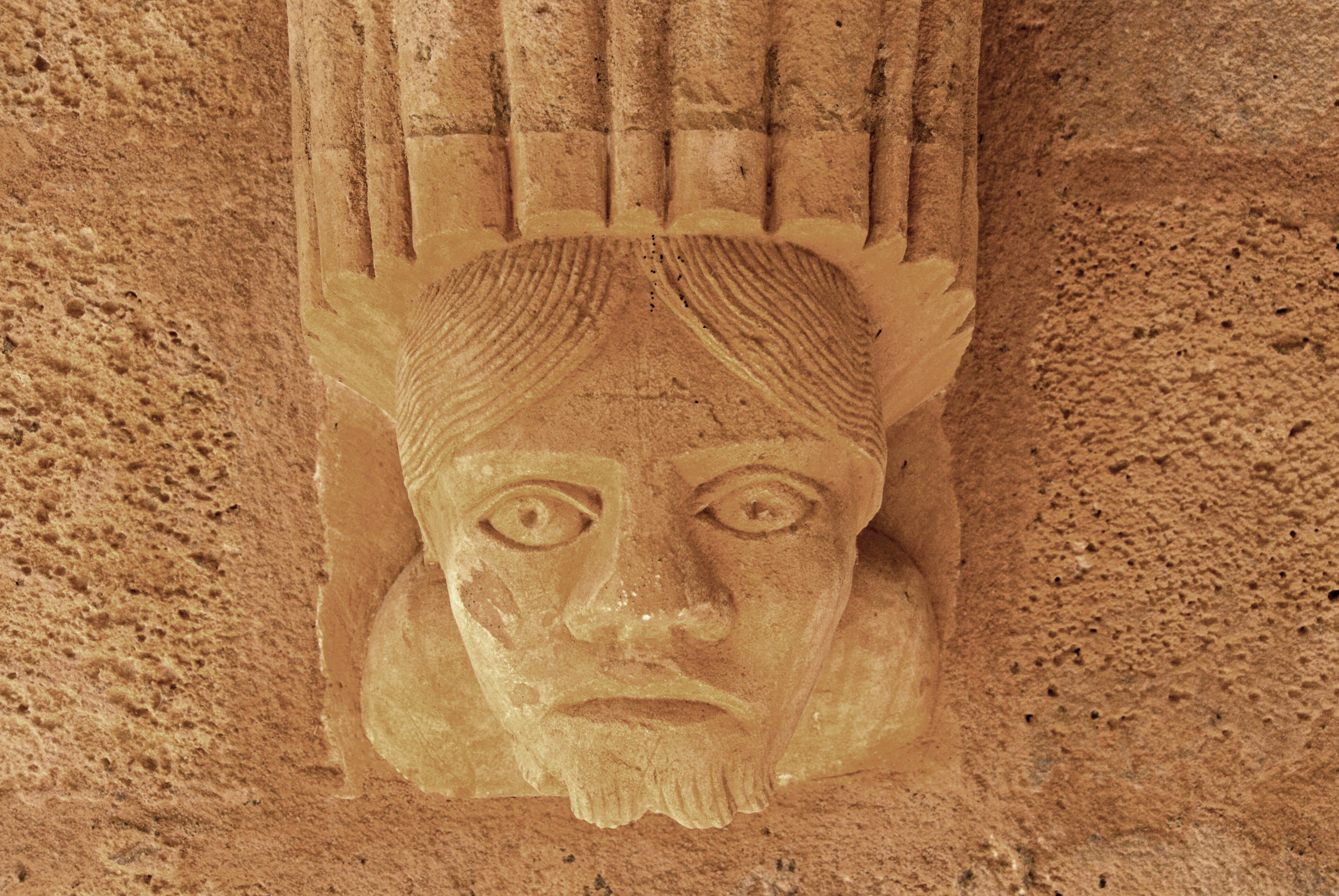
Konsole mit Kopf
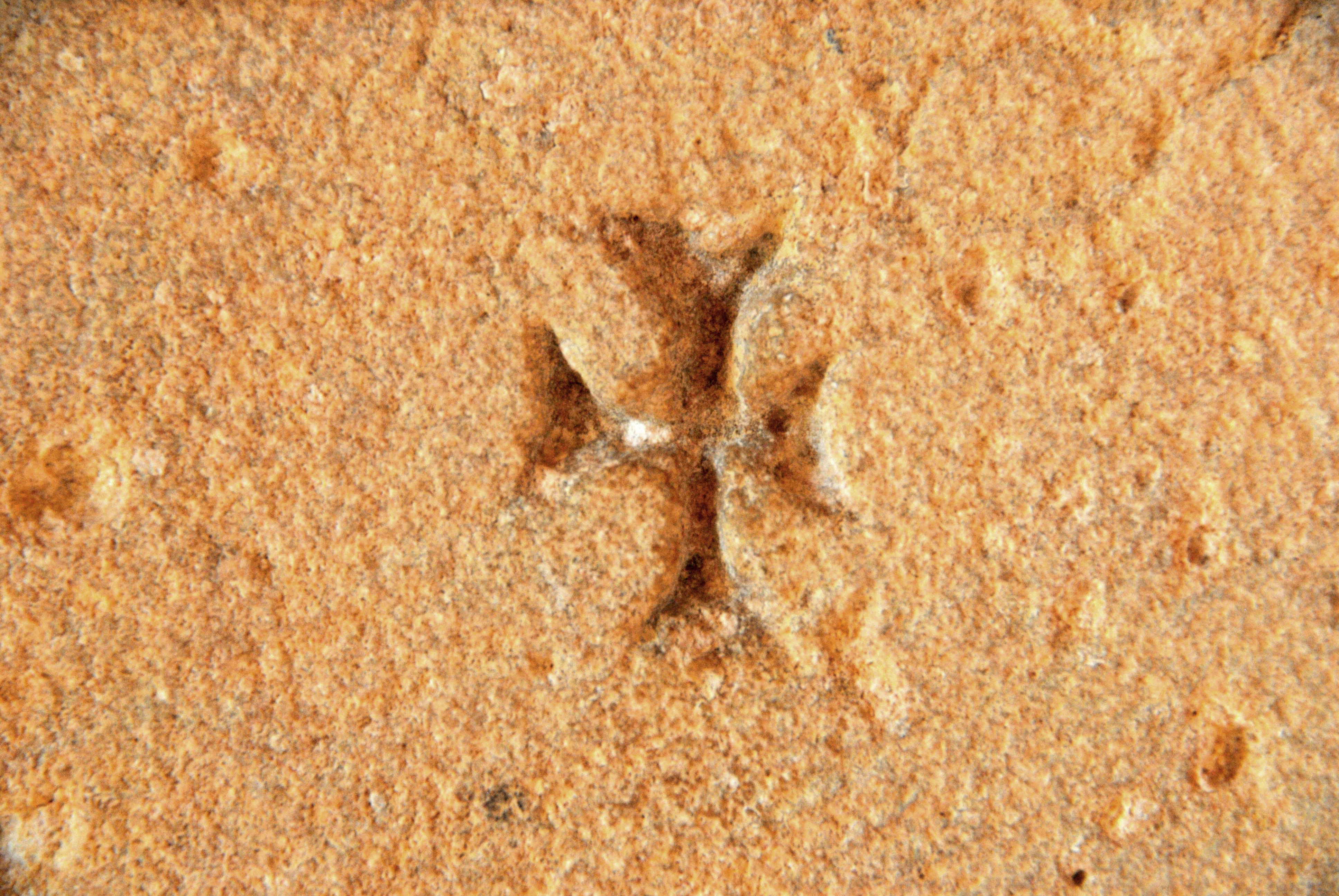
Tatzenkreuz der Templer, Kapitelsaal

## Kleiner Schlafsaal (Dormitorium)

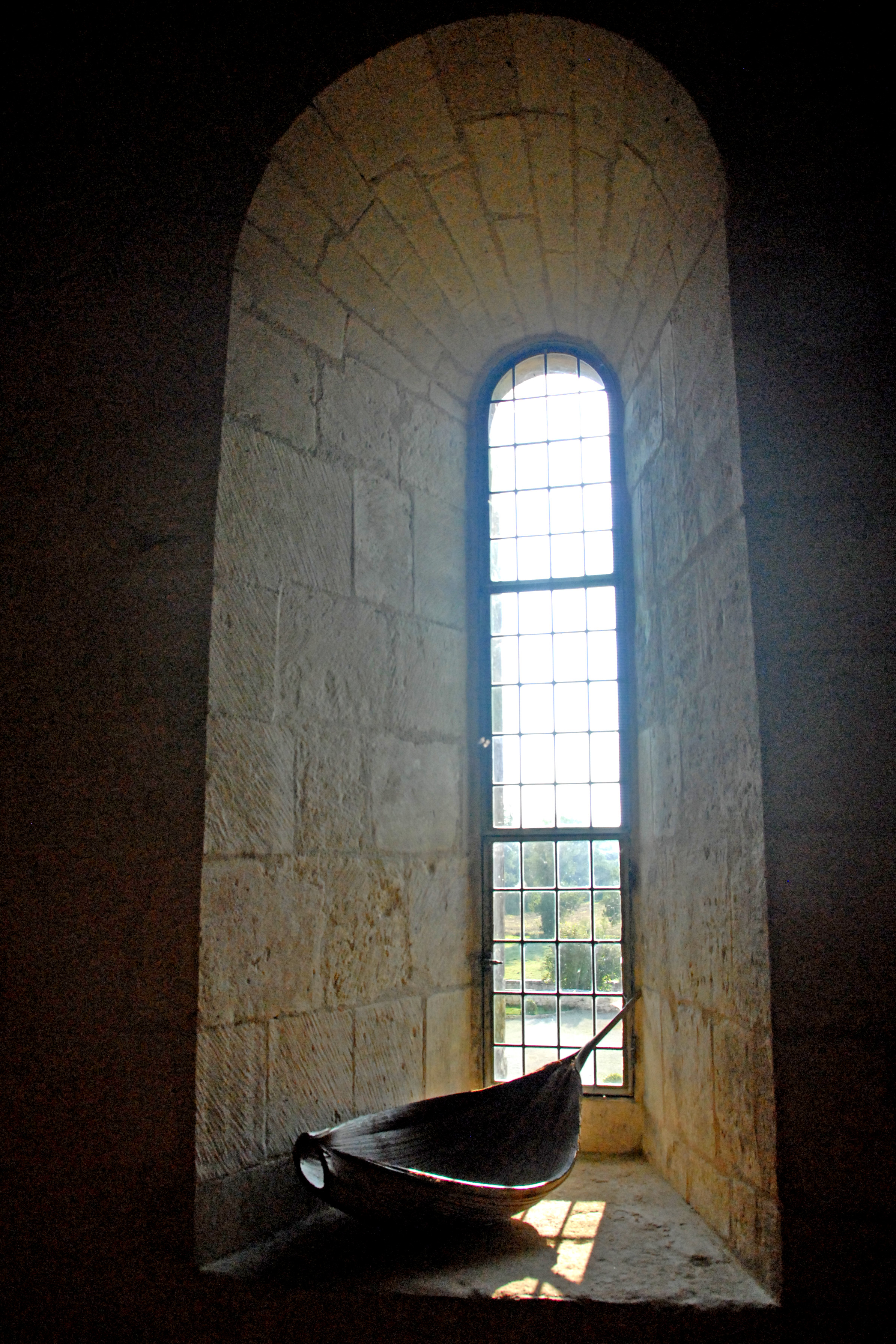
Dormitorium, roman. Fenster

Ihn erreichte man über die „Mette“, eine Treppe, die eine direkte Verbindung der Schlafstellen zur Abteikirche und zum Kreuzgang ermöglicht. Der Schlafsaal ist so groß wie der Kapitelsaal darunter. Er wurde mit einem Bodenbelag aus Terrakottafliesen restauriert, darüber ein gekälktes Gebälk aus Eichenholz.
Die Mönche schliefen in einem unbeheizten Gemeinschaftsraum, wie der hl. Benedikt von Nursia es vorschrieb. Zur Westseite hin gibt es schlanke romanische Rundbogenfenster.

## Großer Schlafsaal
Dieser Saal folgt dem vorherigen Schlafsaal. Auch hier geben Rundbogenfenster dem Raum sein Licht. Auf Höhe der Wandmalereien lag das Zimmer des Priors, das mit einem Heizkamin ausgestattet ist. Der Wappenschild gehört zu den Goumard, Grundherren von Echillais. Jacques von Saint Nectaire, 1491 gewählt und 1518 verstorben, war der letzte Ordensprior. Nach ihm gab es nur Weltgeistliche, die nicht den Klosterregeln unterworfen waren.
Der Prior hatte eine eigene Treppe, über die er in das Refektorium und den Kreuzgang gelangen konnte.
Die Wandgemälde stammen aus dem 17. Jahrhundert und wurden in der Höhe der Schraffierungen restauriert. Sie stellen zur Hälfte biblische Szenen dar und wurden unter fünfzehn Kalkschichten entdeckt. Es handelt sich um vier Darstellungen im naiven Stil:
Galerie Putzmalereien

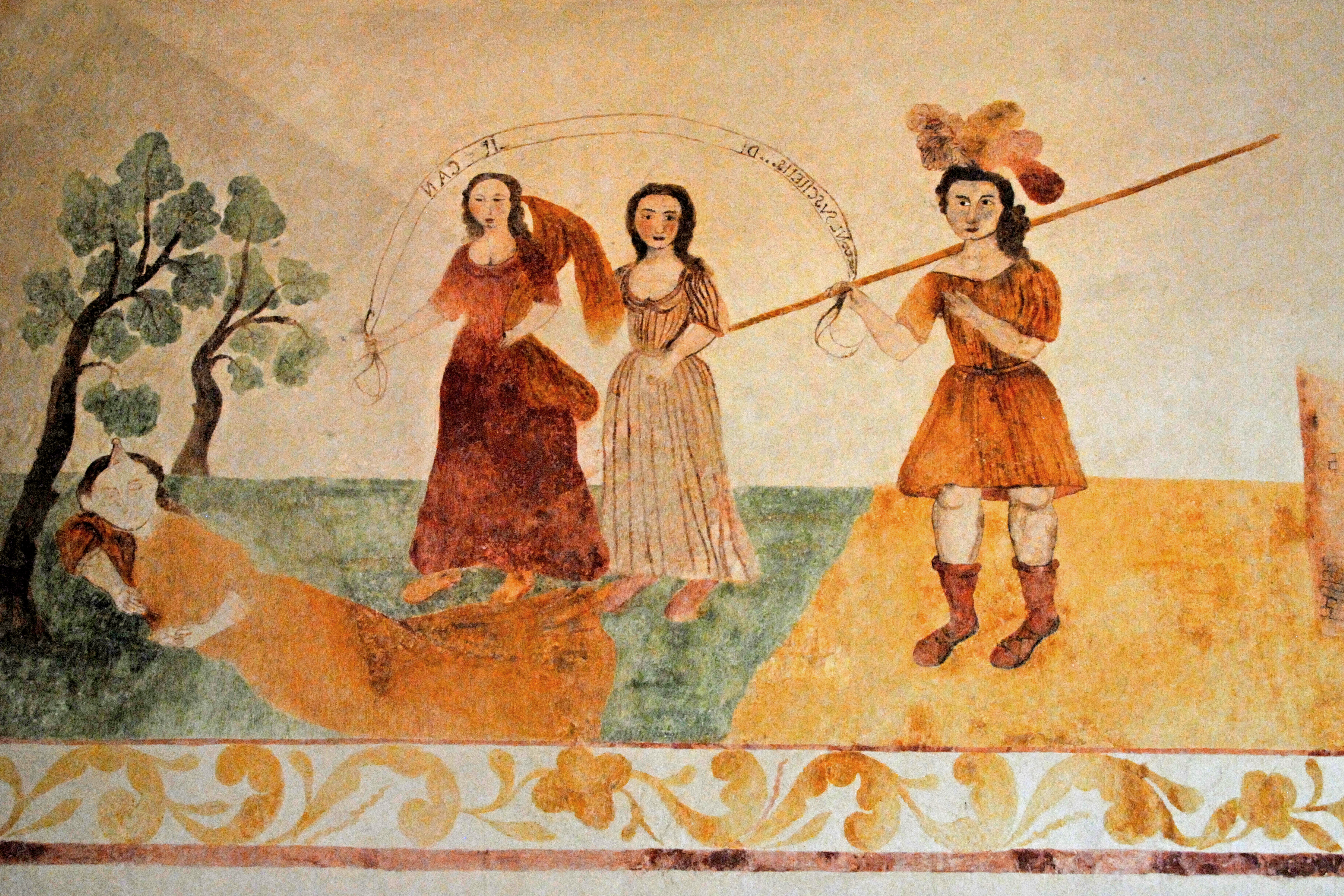
Ländlicher Tag
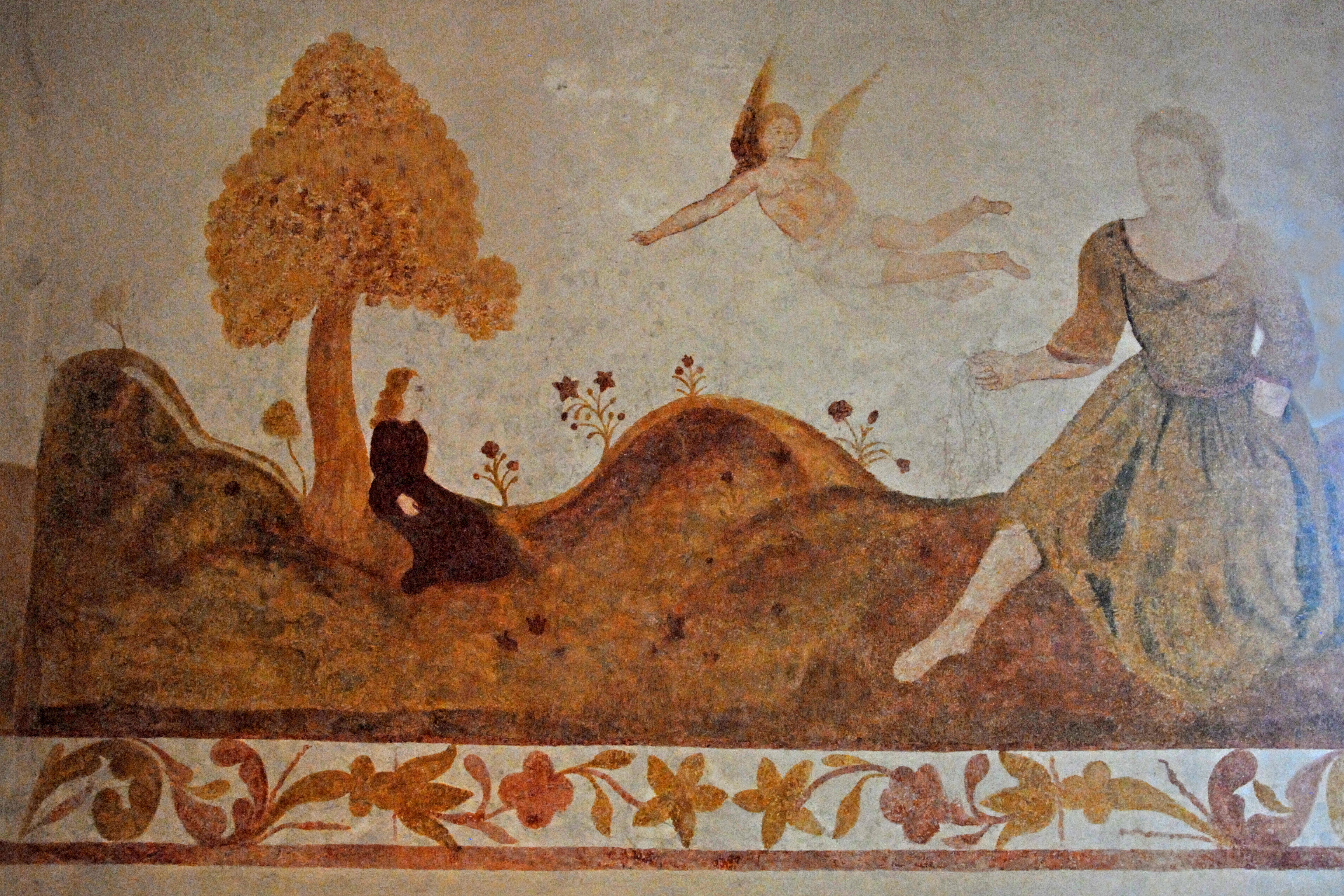
Erzengel Raphael und Tobias
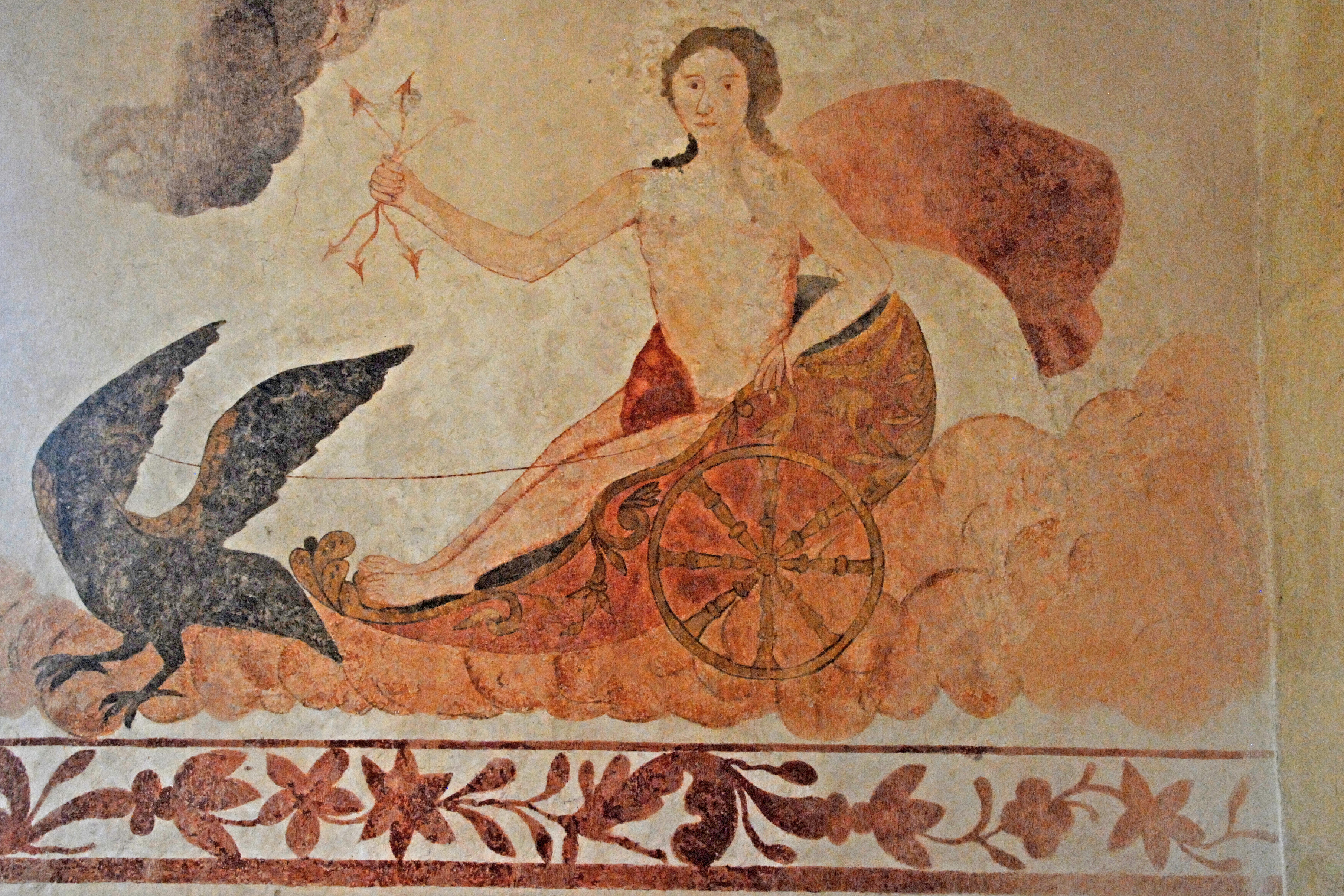
Jupiter im Triumphwagen
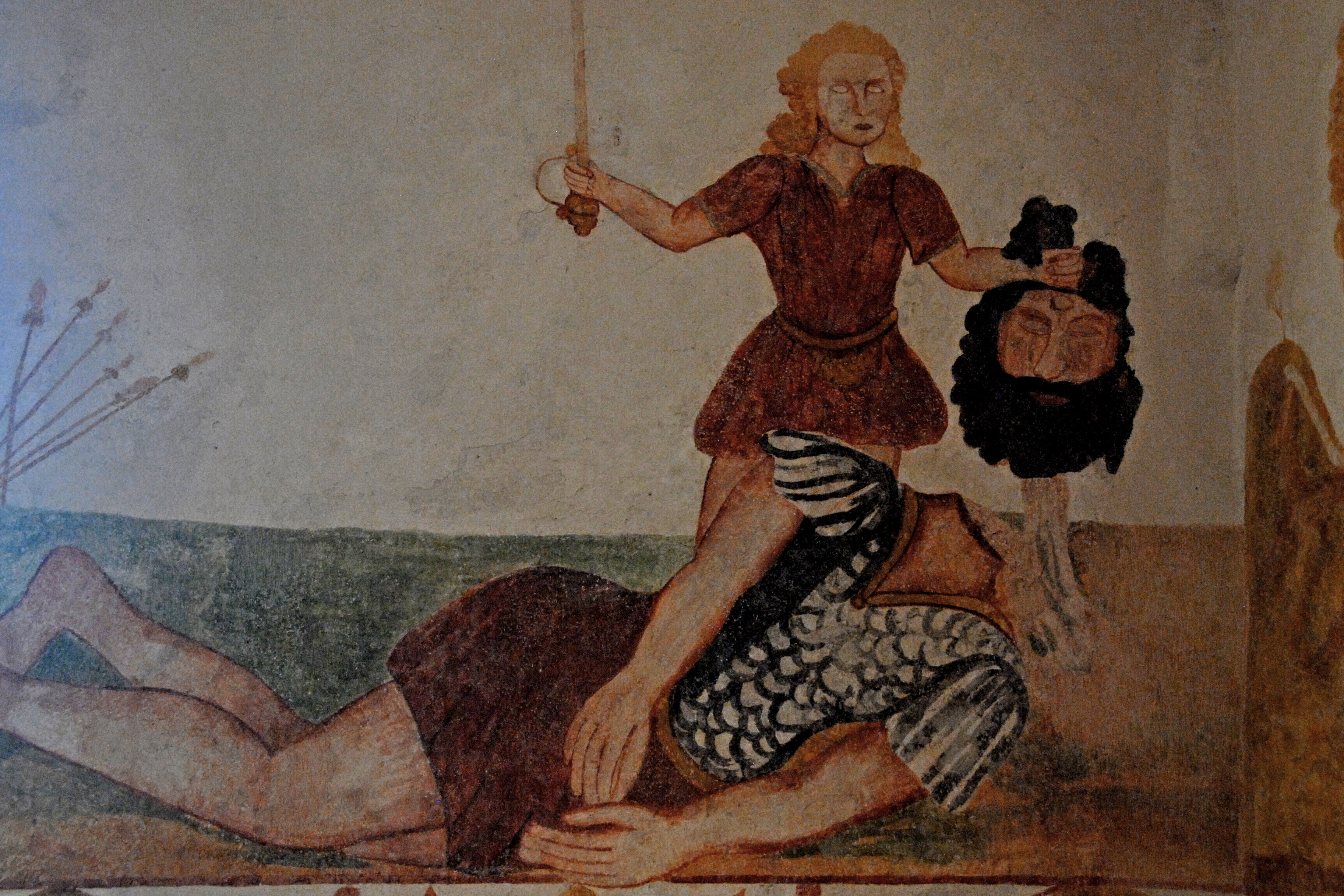
David bezwingt Goliath

- Ein ländlicher Tag. Die liegende Frau trägt ein Diadem, ein Junge trägt ein Spruchband, auf dem man lateinische Worte lesen kann, die spiegelverkehrt geschrieben sind.
- Darstellung aus dem Buch Tobias: der Erzengel Raphael begleitet den jungen Tobias auf seiner Reise, während Tobias einen Fisch fängt.
- Der Riese Goliath, vom jungen David, der später König von Israel wurde, getötet und enthauptet.
- Jupiter, mit einem Bündel Blitzstrahlen in der Hand, in einem von einem Adler gezogenen Triumphwagen.

## Refektorium (gemeinsamer Speisesaal)

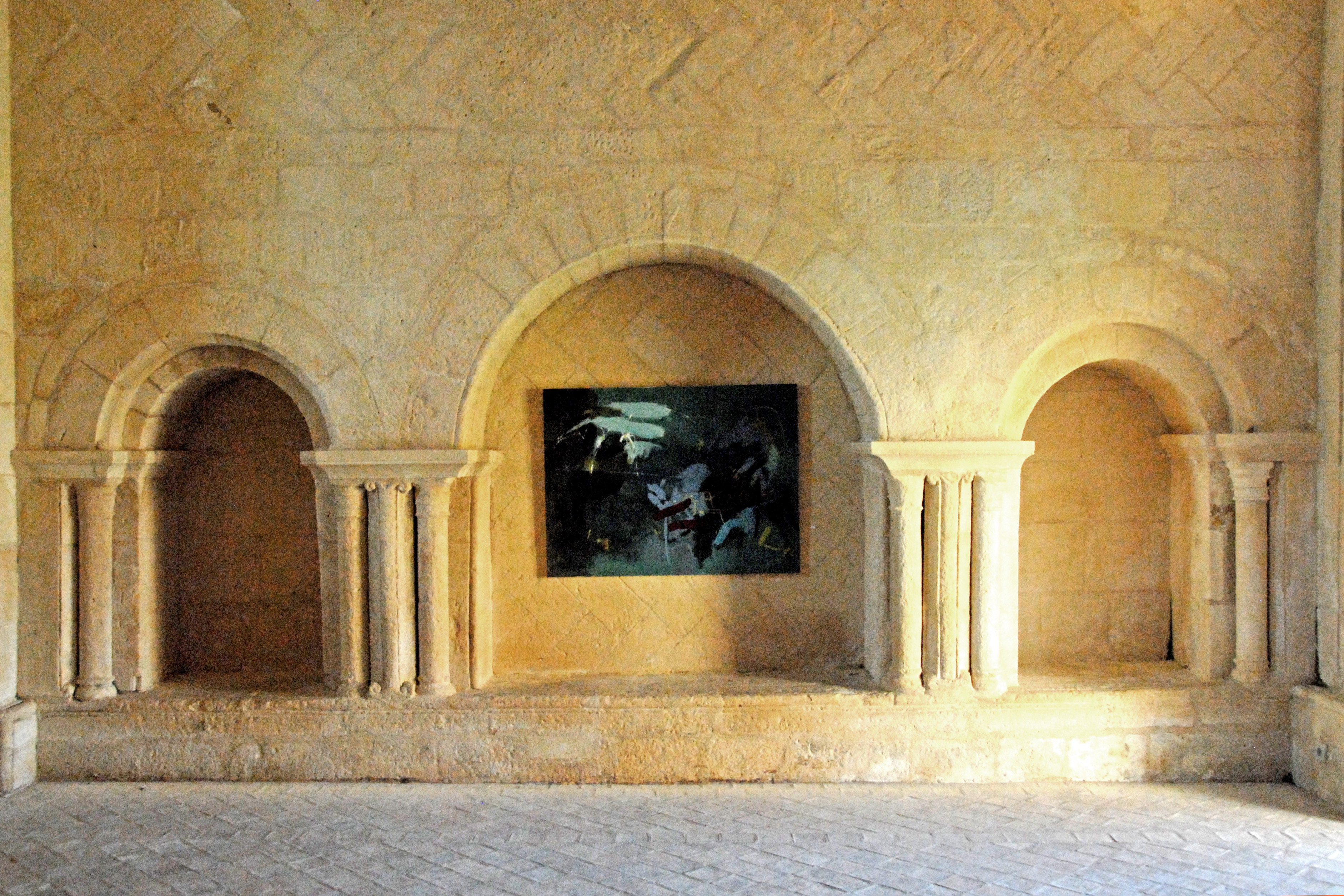
Refektorium, Blendarkaden u. roman. Mauerverband

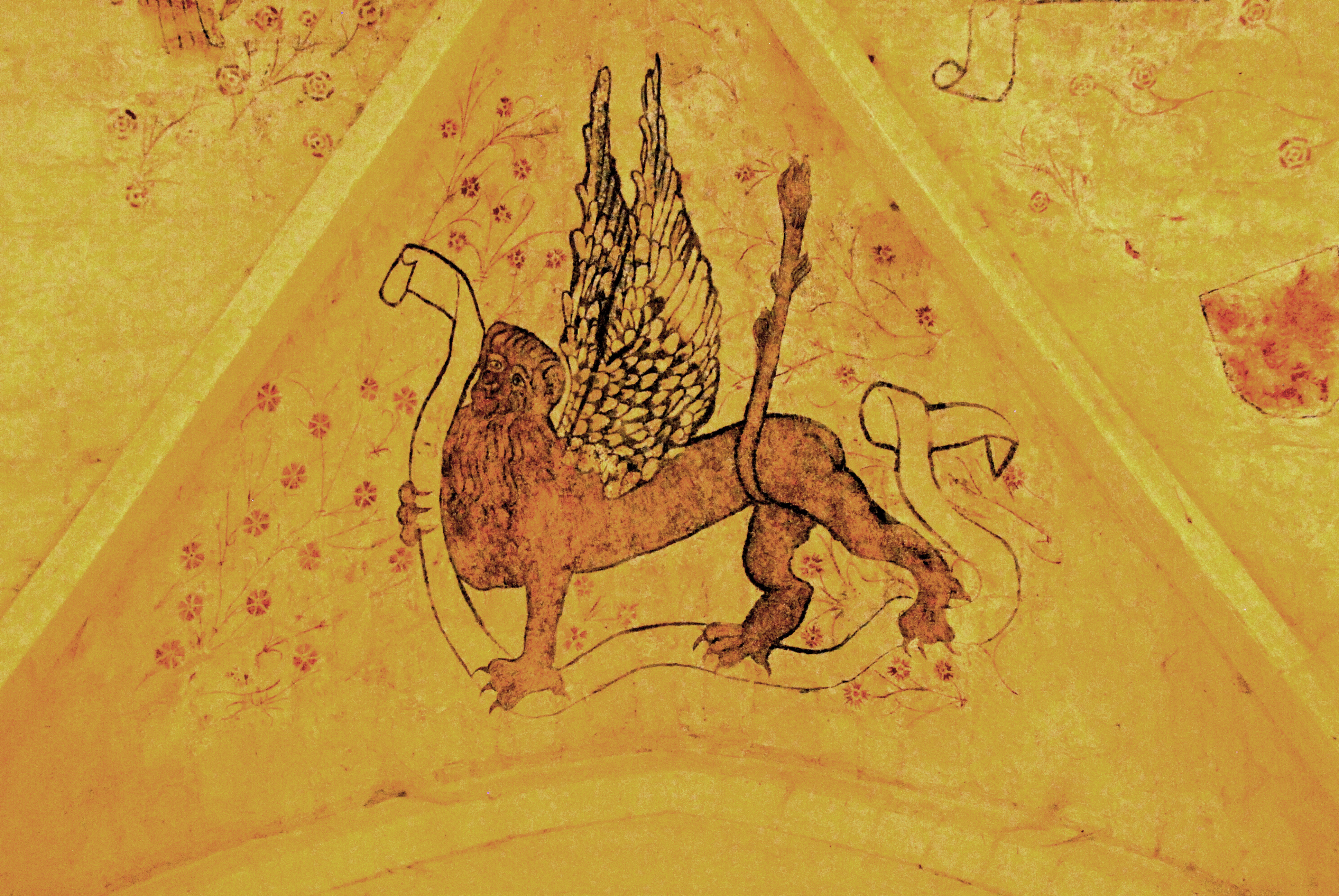
Refektorium, Deckenmalerei, geflügelter Löwe

Während der Mahlzeiten saßen die Mönche an Tischen, die in einer Reihe standen und aßen ohne ein Gegenüber. Der Prior saß in der Mitte. Die Reihenfolge der Mönche bestimmte sich nach ihrer Dienstzeit im Kloster. Von einer Kanzel trug ein Mönch aus den Kapiteln der Benediktinerregel vor. Jede Woche wechselte der vortragende Mönch.

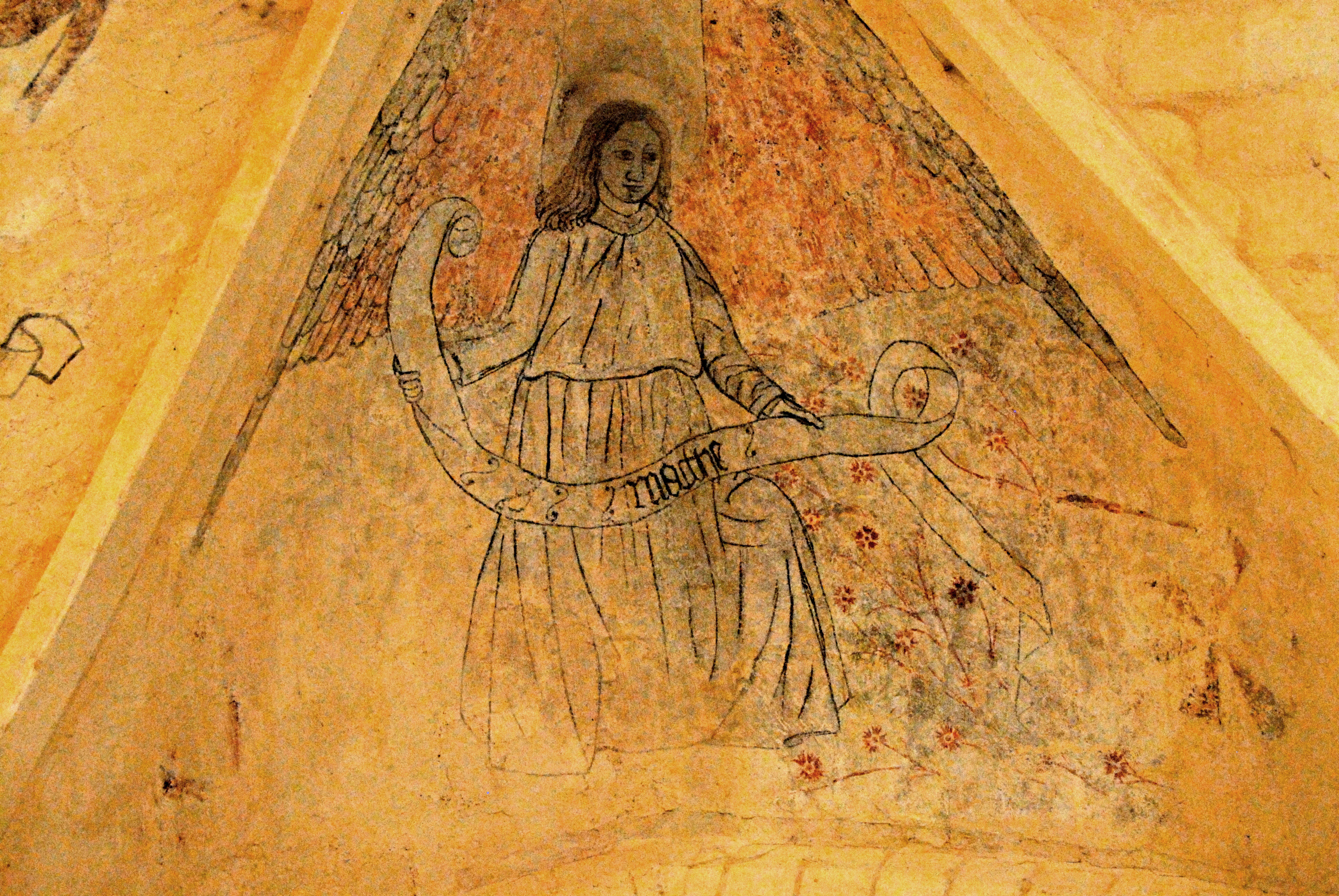
Refektorium, Deckenmalerei, geflügelter Mensch

Die Kreuzrippengewölbe stammen aus dem 15. Jahrhundert. Die Gemälde des zentralen Gewölbes datieren aus dem 15. und 16. Jahrhundert. Sie brauchten nur geringfügig restauriert zu werden und stellen die Symbole der vier Evangelisten dar:
- den geflügelten Löwen für den hl. Markus
- den geflügelten Stier für den hl. Lukas
- den geflügelten Adler für den hl. Johannes
- den geflügelten Menschen für den hl. Matthäus

Die Putzgemälde wurden unter drei Schichten Kalkputz entdeckt. Auf der Giebelwand des Refektoriums gibt es steinerne Blendarkaden, darüber Steinmauerwerk im romanischen Fischgrät-Verband. Auf den Arkaden erinnern Jakobsmuscheln an die Durchreise der Pilger nach/von Santiago de Compostela. Der Westteil des Refektoriums wurde von der Gemeinde erworben und zu privaten Wohnungen umgestaltet.

## Speisekammer

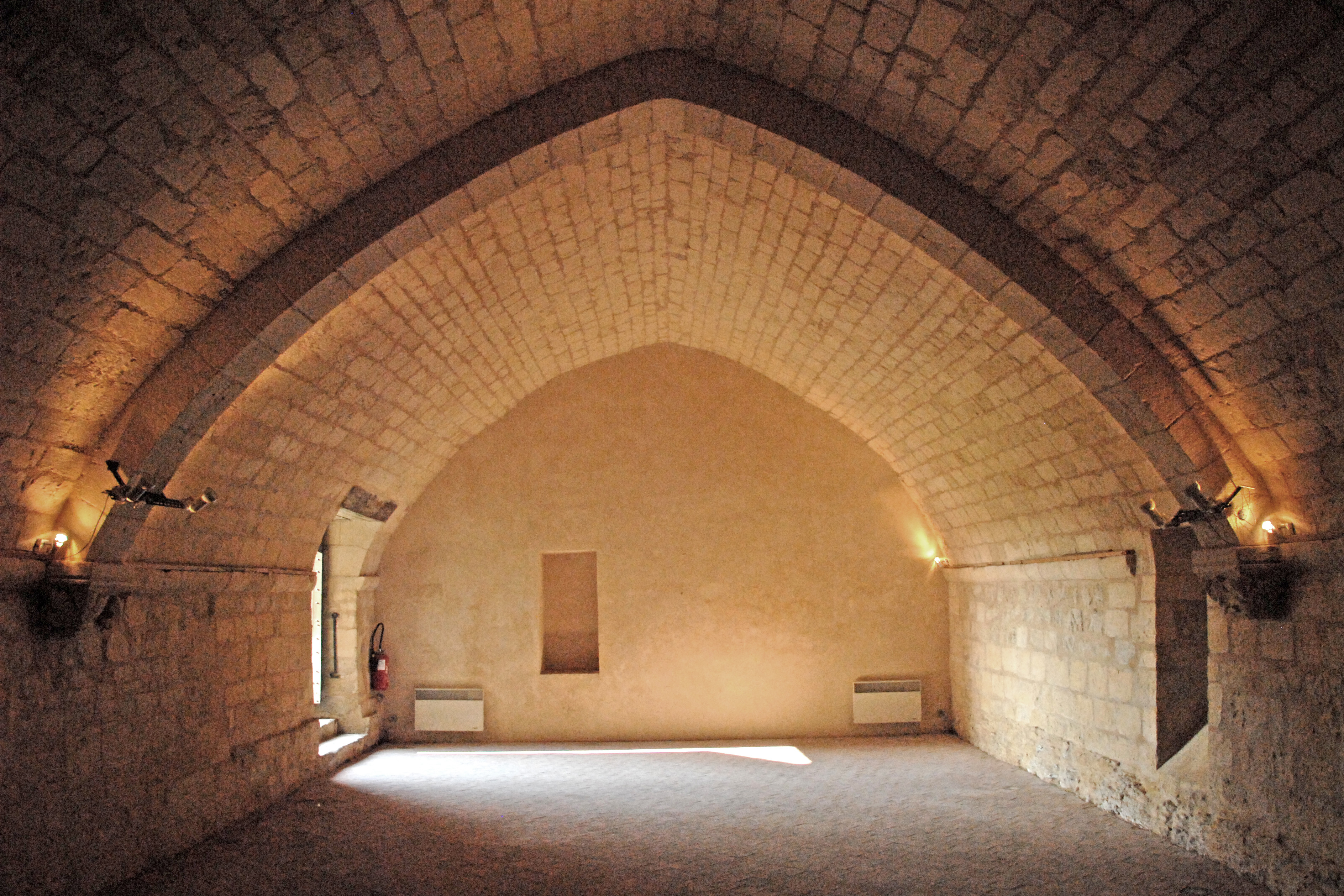
Speisekammer

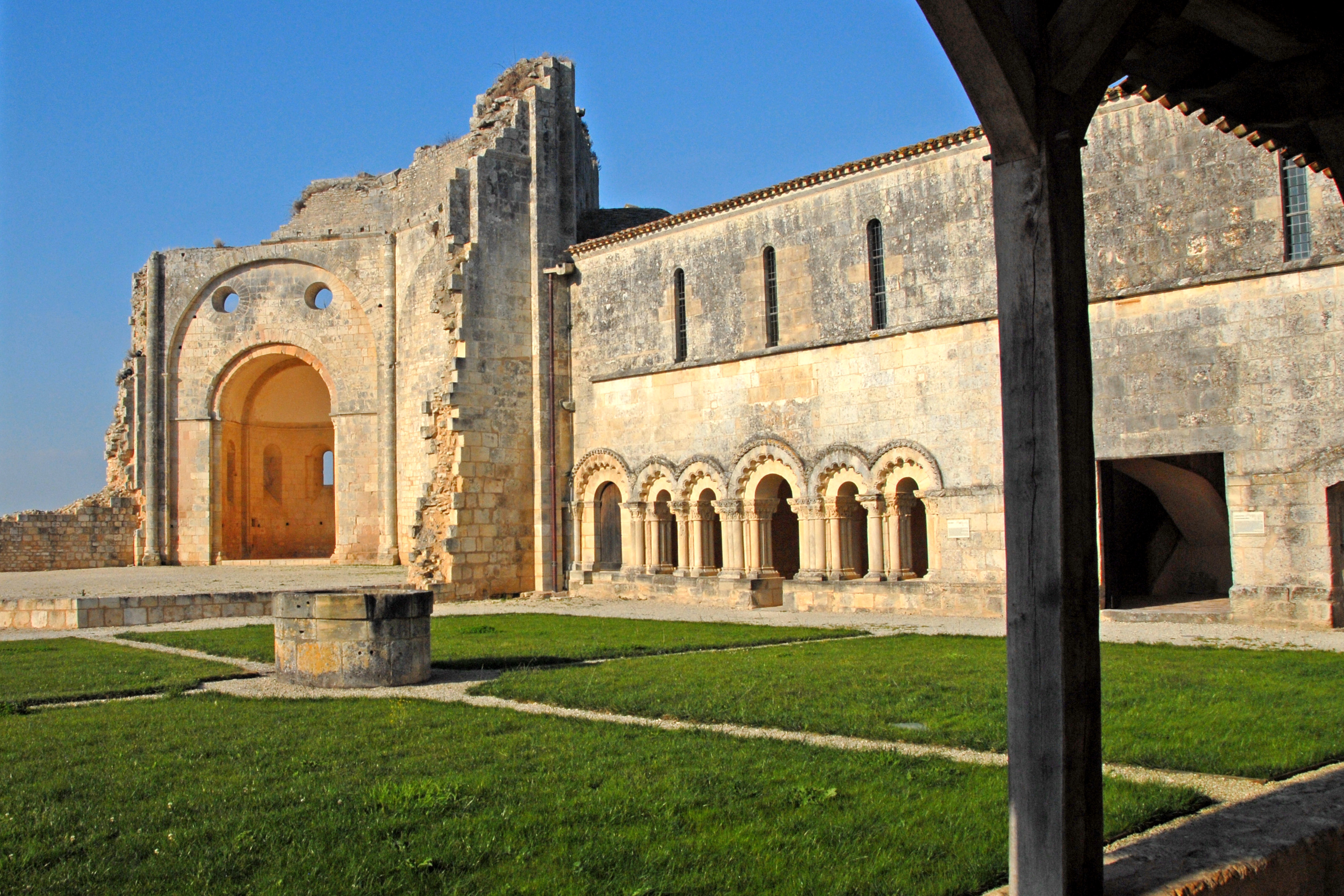
Hof, ehem. Kreuzgang, Brunnen

Die Speisekammer wird durch ein angespitztes Tonnengewölbe überdeckt. Das Gewölbe wird durch einen Gurtbogen in zwei Teile getrennt. Die Kapitelle sind mit Rebenblättern geschmückt. Ein kleiner Teufel warnt vor den Folgen übermäßigen Weingenusses.

## Kreuzgang
Ein gewölbter Korridor verbindet den ehemaligen Kreuzgang mit den Gärten und Feldern des Außenbereichs. Der Brunnen stammt aus dem 12. Jahrhundert. Der Kreuzgang war die Mitte der Abtei, um den sich die Bauten der Abtei gruppierten. Die vier Galerien waren zunächst mit einem Holzgebälk und einem Pultdach gedeckt, später zog man Steinstrukturen (Säulen, Gewölbe) ein, mit mehr oder weniger Dekor.

## Glasfenster
Im Rahmen der Restaurierungsarbeiten und zu deren Abschluss hat die Gemeinde sich gewünscht, sieben Rundbogenfenster mit modernen Glasgemälden zu versehen. Die künstlerischen Arbeiten wurden dem Maler und Graveur Richard Texier und dem Künstler und Glasmeister Gilles de Rousvoal der Glasmalerei Duchemin in Paris anvertraut. Die Stiftung GDF (GDF Suez) hat die Arbeit finanziert.